# Invictus (Heaven-Shall-Burn-Album)
Invictus (Iconoclast III) ist das sechste Studioalbum der deutschen Metalcore-Band Heaven Shall Burn und der letzte Teil der Iconoclast-Trilogie. Das Album wurde im Antfarm Studio in Aarhus, Dänemark von Alexander Dietz und Maik Weichert produziert und von Tue Madsen gemixt und gemastert.
Es erreichte den neunten Platz der deutschen, den 17. Platz der österreichischen und den 38. Platz der Schweizer Charts. Damit sind Heaven Shall Burn nach Pantera (Far Beyond Driven), Slayer (seit God Hates Us All), Slipknot (seit Iowa), Dimmu Borgir (In Sorte Diaboli) und Amon Amarth (seit Twilight of the Thunder God) eine der wenigen extremen Metal-Bands, die jemals ein Album in den deutschen Top 10 platzieren konnten.

## Entstehung
Anfang März 2010 gaben Heaven Shall Burn bekannt, dass das neue Album, damals noch unbetitelt, im Mai desselben Jahres, ein Jahr nach der Veröffentlichung der DVD Iconoclast II: Bildersturm, veröffentlicht wird. Am 8. April 2010 meldete das Online-Magazin The Pit, dass der Name des neuen Albums feststehe, sowie acht Tage später die Veröffentlichung eines ersten Songs des neuen Albums, The Omen. Das Album wurde schließlich am 21. Mai 2010 in Deutschland, Österreich und der Schweiz, am 8. Juni 2010 in den USA veröffentlicht. Zum Song Combat wurde auch ein Video gedreht.

## Titelliste
1. Intro* – 1:09
2. The Omen – 3:37
3. Combat – 3:48
4. I Was I Am I Shall Be – 3:56
5. Buried in Forgotten Grounds – 5:33
6. Sevastopol – 4:03
7. The Lie You Bleed For – 4:41
8. Return to Sanity – 3:20
9. Against Bridge Burners – 3:29
10. Of Forsaken Poets – 4:32
11. Nowhere (Bonustrack)* – 2:28
12. Given in Death* – 5:11
13. Outro* – 1:45

Sowohl das Intro als auch das Outro des Albums wurden von Ólafur Arnalds komponiert. Das Lied Nowhere ist eine Coverversion der Band Therapy?. Beim Lied Given In Death haben Sabine Weniger (Gesang) und Sebastian Reichl (Gitarre) der Band Deadlock mitgewirkt.

## Musik
Das Lied Combat behandelt das Thema Kindersoldaten. In I Was I Am I Shall Be geht es um die Morde an Karl Liebknecht und Rosa Luxemburg. Buried In Forgotten Grounds befasst sich mit den Verbrechen der Pinochet-Diktatur und auch der Rolle der CIA beim Putsch in Chile 1973. Das Lied Sevastopol thematisiert die Schlacht um Sewastopol 1941–1942. Return To Sanity behandelt die Schlacht im Hürtgenwald bei der Ernest Hemingway als Kriegsberichterstatter anwesend war. Against Bridge Burners ist Lev Kopelev und Of Forsaken Poets Max Herrmann-Neiße gewidmet.
Laut Matthias Voigt bestanden die wesentlichen Unterschiede zu den vorangegangenen Alben aus den vermehrt eingesetzten elektronischen Beats und im Duett mit der Sängerin Sabine Weniger im Song Given in Death. Dieser wurde von ihm als eine Art Zugabe zum Album beschrieben, wobei er die Wahl einer weiblichen Duettsängerin auf das sehr emotionale Thema zurückführte.

## Kritik
| Medium       | Rating | Kritiker       |
| ------------ | --- | -------------- |
| Allmusic     | Sternsymbol · Sternsymbol · Sternsymbol · Sternsymbol · Sternsymbol | Dave Donnelly  |
| Rock Hard    | Sternsymbol · Sternsymbol · Sternsymbol · Sternsymbol · Sternsymbol · Sternsymbol · Sternsymbol · Sternsymbol · Sternsymbol · Sternsymbol                                                                       | Boris Kaiser   |
| Musikreviews | Sternsymbol · Sternsymbol · Sternsymbol · Sternsymbol · Sternsymbol · Sternsymbol · Sternsymbol · Sternsymbol · Sternsymbol · Sternsymbol · Sternsymbol · Sternsymbol · Sternsymbol · Sternsymbol · Sternsymbol | Andreas Schulz |

Invictus wurde sowohl im Metal Hammer als auch im Rock Hard zum Album des Monats gekürt und im Rock Hard Jahrespoll 2010 landete es auf Platz 42. Während Dave Donnelly vom Allmusicguide das Album als zu eintönig empfindet und der Meinung ist, dass die Band die neuen Einflüsse nicht detailliert genug ergründet, sieht Boris Kaiser vom Rock Hard Magazin in dem Album den Versuch der „Perfektionierung des eigenen musikalischen Weltbilds“.

„Mit leichten Modifikationen im Sound sorgen HEAVEN SHALL BURN dafür, dass auch Langzeitfans auf ‚Invictus‘ etwas Neues zu entdecken haben, ansonsten ist alles beim Alten geblieben. Mit gewohnter Kreativität und routinierter Qualität erkämpft man sich zwölf wohlverdienete Punkte, von denen man wegen des alles andere als perfekten Sounds allerdings auch wieder einen abziehen muss.“

## Limited Edition
Neben der regulären Version des Albums war auch ein limitiertes Boxset erhältlich, das ein Digipack, ein Schweißband, einen Merchandise-Gutschein sowie einen Aufkleber enthielt. Das Digipack (mit alternativem Artwork) enthielt zusätzlich zur CD (mit Bonustrack) auch die Bonus-DVD Live in Vienna. Die Show, die auf der DVD zu sehen ist, wurde am 21. Februar 2010 in der Szene Wien aufgezeichnet.
Live In Vienna:
1. Intro – 1:16
2. Forlorn Skies – 4:58
3. Counterweight – 4:28
4. Voice of the Voiceless – 4:58
5. Endzeit – 5:31
6. Buried in Forgotten Grounds – 4:22
7. The Disease – 3:00
8. Architects of the Apocalypse – 3:37
9. The Omen – 4:04
10. Unleash Enlightment – 4:45
11. Of No Avail – 4:28
12. Black Tears – 3:04
13. Behind a Wall of Silence – 4:48